# Douglas (Arizona)
Douglas is een plaats (city) in de Amerikaanse staat Arizona, en valt bestuurlijk gezien onder Cochise County.

## Demografie
Bij de volkstelling in 2000 werd het aantal inwoners vastgesteld op 14.312.
In 2006 is het aantal inwoners door het United States Census Bureau geschat op 17.016, een stijging van 2704 (18,9%).

## Geografie
Volgens het United States Census Bureau beslaat de plaats een oppervlakte van
20,0 km², geheel bestaande uit land. Douglas ligt op ongeveer 1221 m boven zeeniveau.

## Plaatsen in de nabije omgeving
De onderstaande figuur toont nabijgelegen plaatsen in een straal van 72 km rond Douglas.